# Mikulice (Subkarpaten)
Mikulice is een dorp in het Poolse woiwodschap Subkarpaten, in het district Przeworski. De plaats maakt deel uit van de gemeente Gać en telt 590 inwoners.